# Eretmotus cobosi
Eretmotus cobosi är en skalbaggsart som beskrevs av Yélamos 1992. Eretmotus cobosi ingår i släktet Eretmotus och familjen stumpbaggar. Inga underarter finns listade i Catalogue of Life.